# Масленніков Олег Миколайович
Оле́г Микола́йович Ма́сленніков (15 січня 1961) — українсько-російський актор театру і кіно, режисер.

## Життєпис
Закінчив Воронезький державний інститут мистецтв.
З 1975 по 2007 роки — актор Київського академічного театру драми і комедії на лівому березі Дніпра. Також співпрацював з театром «Актор», де зіграв у постановці «Граємо Стрінберга» Ф. Дюрренматта. З початком режисерської діяльності залишив роботу в театрі.
У кінематографі дебютував у 1982 році. Знявся у понад 100 фільмах.
Режисерський дебют — у 2006 році.

## Акторські роботи

### В театрі
- «Той, якого кохає душа моя» — Іаків.
- «Вічний чоловік» за Ф. Достоєвським — Вельчанінов.
- «Одруження» М. Гоголя — Кочкарьов.
- «Глядачі на спектакль не допускаються».
- «Полонений тобою».
- «Рогоносець» Ф. Кроммелінка — Бруно (реж. В. Айдіна).

### В кінематографі
- 1982 — «Транзит» — епізод (немає у титрах)
- 1984 — «За ніччю день іде» — Андрій Данко
- 1990 — «Червоне вино перемоги» — Кравцов
- 1990 — «Це ми, Господи!..» — Будько
- 1991 — «Убити «Шакала»» — помічник Петрова, сержант міліції
- 1991 — «Кисневий голод» (Kisnevij Golod) — Кошачий
- 1991 — «Козаки йдуть» — Оверко
- 1992 — «Гра всерйоз» — Невмянов
- 1993 — «Злочин з багатьма невідомими» — Тадеуш Розвадинський
- 1994 — «Кілька любовних історій» — Анікіно, слуга Егано, коханець Беатріче
- 1994 — «Дорога на Січ» — козак
- 1995 — «Обережно! Червона ртуть!» — старший лейтенант міліції Полянський
- 1995 — «Акваріум» (Akwarium / Akwarium czyli samotnosc szpiega) — Женя, агент ГРУ у Відні
- 1999 — «День народження Буржуя» — епізод
- 2000 — «Чарівниця» (фільм-вистава) — Гнат
- 2002 — «Право на захист» — Герман
- 2002 — «Лялька» — Лео Шатров, лікар
- 2002 — «Золота лихоманка»
- 2002 — «Нероби» — Олександр Гнипа
- 2003 — «Снігове кохання, або Сон у зимову ніч» — Орест Орлов, редактор
- 2003 — «Особисте життя офіційних людей» — Павло Сергійович Біліч
- 2003 — «Європейський конвой» — Гюнтер
- 2003 — «12 копійок»
- 2004 — «Убий мене! Ну, будь ласка» — Копейкін, тренер з біатлону
- 2004 — «Тобі, справжньому» — Олександр Геннадійович Кобрин
- 2004 — «Секонд-хенд»
- 2004 — «Жіноча інтуіція» — господар добермана
- 2004 — «Залізна сотня» — Сверчевський
- 2004 — «За два кілометри від Нового року» — Анатолій
- 2005 — «Весілля Барбі» — Олег Звонарьов, батько Поліни
- 2005 — «Право на кохання» — слідчий
- 2005 — «Новий російський романс» — Кіндрат
- 2005 — «Непрямі докази» — Колов
- 2005 — «Зцілення коханням» — Віктор Буравін, батько Каті
- 2005 — «Золоті парубки» — Олег Іванович Федюкін у молодості
- 2005 — «Повернення Мухтара-2» — Борис, чоловік Ольги
- 2005 — «Аврора, або Що сниться сплячій красуні» — Тарас Савченко
- 2006 — «Утьосов. Пісня довжиною в життя» — епізод
- 2006 — «Сьоме небо» — Володимир Олексійович, начальник служби безпеки Кольцова
- 2006 — «Помаранчеве небо»
- 2006 — «Диявол з Орлі» — П'єр Ормонд
- 2006 — «Богдан-Зиновій Хмельницький» — козацький полковник
- 2006 — «Ангел з Орлі» — П'єр Ормонд
- 2007 — «Гальмівний шлях» — обвинувачувач
- 2007 — «Мім Бім, або Чуже життя» — Портнов
- 2007 — «Люблю тебе до смерті» — Роман Валерійович Аміров
- 2007 — «Жага екстриму» — міністр
- 2007 — «Якщо ти мене чуєш» — Микола
- 2007 — «Тримай мене міцніше» — Ігор Павлов, батько Поліни
- 2007 — «Антиснайпер» — Валерій Гнатович, підполковник
- 2007 — «Антиснайпер-2. Подвійна мотивація» — Валерій Гнатович, підполковник
- 2008 — «Рідні люди» — московський олігарх
- 2008 — «Ґудзик»
- 2008 — «Почати спочатку. Марта» — Вадим
- 2008 — «Ілюзія страху» — Дьяченко
- 2008 — «Заповіт ночі» — Бабін, полковник
- 2008 — «Багряний колір снігопаду» — Шуленбург, німецький офіцер
- 2008 — «Альпінист» — керівник робіт на мосту
- 2008 — «Адреналін» — Андрій Фединський, брат Горського
- 2009 — «Повзе змія»
- 2009 — «Полювання на Вервольфа» — генерал Поляков
- 2009 — «Вагома підстава для вбивства» — Ігор Соколовський
- 2010 — «Маршрут милосердя» — генерал
- 2010 — «Вчора закінчилась війна» — головний поліцай
- 2011 — «Ярість» — Федір Степанович Беляєв, депутат
- 2011 — «Терміново шукаю чоловіка» — Андрій Кирилов, батько Антона
- 2011 — «„Кедр“ пронизує небо» — Дорнбергер
- 2011 — «Діло було на Кубані» — Павло Захарович Кривоніс, начальник міліції
- 2011 — «Горобчик» — Антін Григорович Радов, батько Свєти
- 2012 — «Щасливий квиток» — Троїцький
- 2012 — «Брат за брата-2» — Андрій Лосєв, співвласник ринку
- 2013 — «Джек Стронг» (англ. Jack Strong) — Куликов
- 2015 — «Слуга народу» — олігарх
- 2016 — «Улюблена вчителька» — Філіпов, майор поліції
- 2016 — «Забудь і згадай» — мер Сєвєрогорська
- 2016 — «Друге дихання» — Микола Полєжаєв, батько Олени і Наталії
- 2017 — «Що робить твоя дружина?» — Фоміних, чоловік Каріни
- 2017 — «Специ» — Ігор Святкевич
- 2017 — «Подаруй мені життя» — Дмитро Сергійович, конкурент
- 2017 — «Коротке слово „ні“»
- 2017 — «Покоївка» — Осадчий
- 2018 — «Серце слідчого» — Жуков, полковник
- 2018 — «Подорож до центру душі» — Микола Андрійович Одінцов
- 2018 — «За законами воєнного часу-2» — Петро Петрович Шторх, начальник Харківської прокуратури
- 2018 — «Інший» — Волох, кримінальний бізнесмен
- 2018 — «У полоні в перевертня»
- 2018 — «Повернення до себе» — Дерюгін
- 2018 — «Благими намірами» — Сергій Сергійович Дрьомов, конкурент Анни
- 2018 — «Ангеліна» — Карпов, керуючий
- 2019 — «Скляна кімната» — Иван Петрович, директор школы
- 2019 — Заборонений — майор Журавльов, начальник табору КДБ
- 2019 — «Від кохання до ненависті» — Дружинін
- 2019 — «Брати по крові» — Григорій Романович (Горинич)
- 2020 — «Йти до кінця».
- 2020 — «Розтин покаже—2» — Володимир Туполєв
- 2020 — «Шуша» — Бурєєв
- 2021 — «Ворожка» — Лазнюк
- 2021 — «Ігри дітей старшого віку» — Віктор Паперний (Папа), кримінальний авторитет
- 2021 — «Полонянка» — Аркадій Боголєпов, інвестор
- 2021 — «Провінціал» — Бачинський
- 2021 — «Врятувати Віру» — заступник мера
- 2021 — «Теорія зла»

## Режисерські роботи
- 2006 — «Ангел з Орлі»
- 2006 — «Диявол з Орлі»
- 2007 — «Серцю не накажеш»
- 2007 — «Тримай мене міцніше»
- 2008 — «Рідні люди»
- 2009 — «Дві сторони однієї Анни»
- 2010—2013 — «Єфросинія» (все сезоны)
- 2010 — «Маршрут милосердя»
- 2012 — «Коханець для Люсі»
- 2012 — «Джамайка»
- 2013 — «Поцілуй!»
- 2014 — «Поки станиці сплять»
- 2016 — «Спитайте в осені»
- 2016 — «Свій чужий син»
- 2017 — «Специ»
- 2017 — «Покоївка»
- 2019 — «Брати по крові»
- 2020 — «Просто робота»
- 2020 — «Упереджене ставлення»
- 2020 — «Ангели»